# 횡성읍

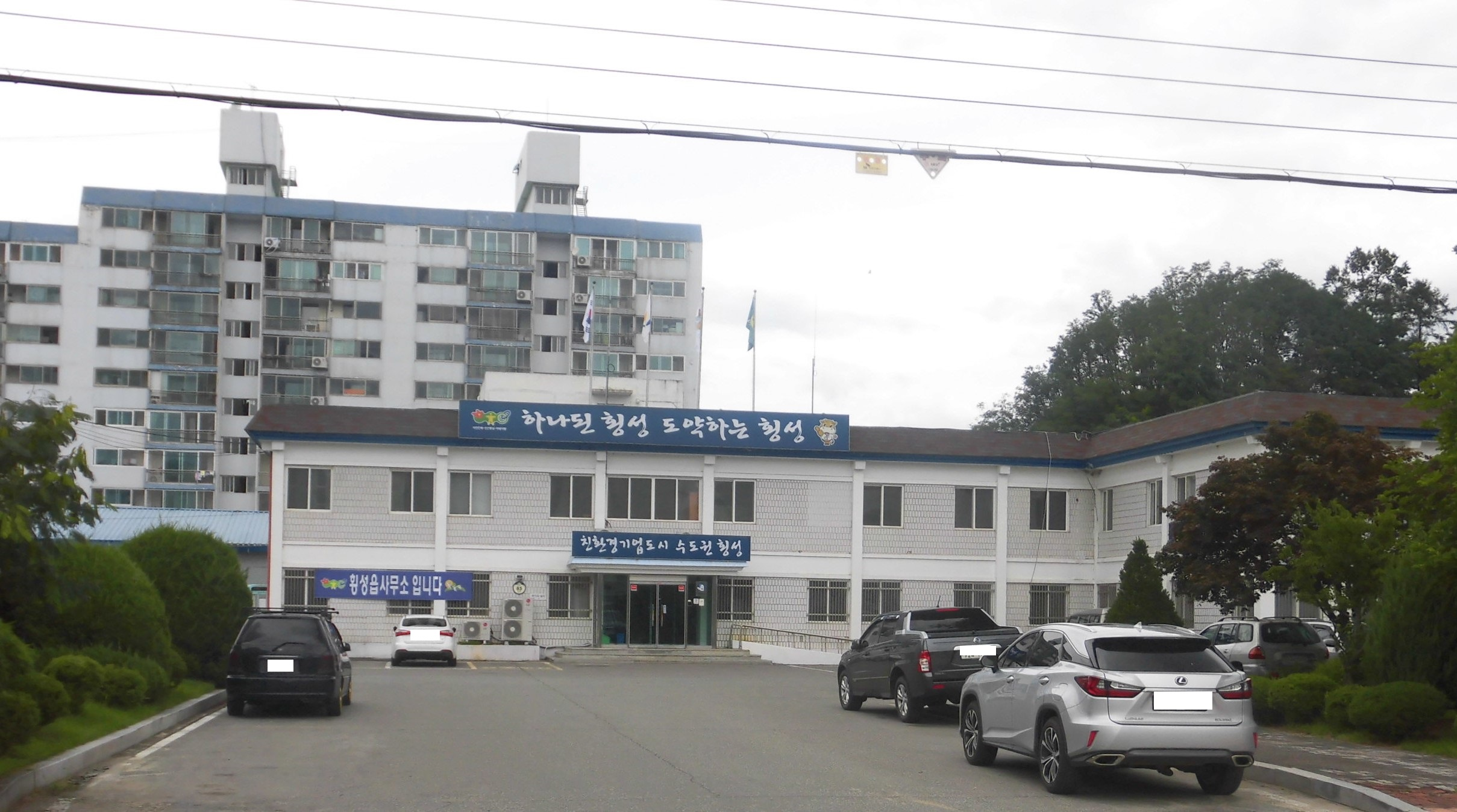
횡성읍사무소 전경

횡성읍(橫城邑)은 강원특별자치도 횡성군의 서쪽에 위치한 읍이다. 횡성군청 소재지이며, 횡성이라는 명칭은 섬강 줄기가 마을을 가로질러 흐른다하여 횡천이라 칭하였으며, 인근에 위치한 홍천군과 지명이 비슷함에 따라 횡성으로 개칭한 것이다.

## 연혁
- 삼국시대 : 횡천(橫川) 또는 어사매(於斯買)라 부름
- 고려시대 : 감무를 설치함
- 1413년 : 현(橫川縣)을 설치함
- 1414년 : 횡천을 횡성이라 고쳐 부름
- 1895년 : 횡성군 군내면으로 개칭[1], 5개 리 신설(마옥(磨玉), 궁천(弓川), 송전(松田), 북천(北川), 소군(昭君))
- 1914년 3월 1일 : 부군면 통폐합에 따라 청용면의 8개 리(갈풍, 반곡, 모평, 곡교, 청룡, 묵계, 가담, 입석)를 흡수함
- 1937년 : 군내면을 횡성면으로 개칭, 소군리가 마옥리로 통합
- 1973년 : 우천면 조곡리, 생운리, 남산리와 공근면 학곡리 일부가 횡성면으로 편입됨[2]
- 1979년 : 횡성읍으로 승격[3]
- 1983년 : 우천면 추동리, 정암리 일부가 횡성읍으로 편입됨[4]
- 1991년 : 북천리에서 '북천2리' 분구[5]
- 2000년 : 읍하리에서 '읍하5리' 분구[6]
- 2002년 : 읍상리에서 '읍상6리' 분구[7]
- 2007년 : 읍하4리에서 '읍하6리' 분구[8]
- 2016년 : 횡성군조례 제2288(7.1)호에 의거 읍하2리에서 읍하7리 분구

## 학교
- 횡성초등학교 : 횡성읍 교항북로 35 (교항리)
- 성남초등학교 : 횡성읍 횡성로 109
- 성북초등학교 : 횡성읍 성북로 10
- 성동초등학교 : 횡성읍 옥동리 177 (폐교)
- 정암초등학교 : 횡성읍 한우로 789 (추동리)
- 덕고초등학교 : 횡성읍 덕고로 410 (정암리)
- 창림초등학교
- 대동여자중학교
- 횡성중학교
- 횡성고등학교
- 횡성여자고등학교
- 송호대학교 : 횡성읍 남산로 210 (남산리)

## 아파트
- 횡성 벨라시티 (읍하리) : 2023년 10월 입주예정.

## 행정 구역
| 법정리   | 한자명   | 행정리                                                        | 비고            |
| -------- | -------- | ------------------------------------------------------------- | --------------- |
| 가담리   | 佳潭里   | 가담1리, 가담2리                                              |                 |
| 갈풍리   | 葛豊里   | 갈풍리                                                        |                 |
| 개전리   | 介田里   | 개전리                                                        |                 |
| 곡교리   | 曲橋里   | 곡교리                                                        |                 |
| 교항리   | 橋項里   | 교항리                                                        |                 |
| 궁천리   | 弓川里   | 궁천리                                                        |                 |
| 남산리   | 南山里   | 남산리                                                        |                 |
| 내지리   | 奈之里   | 내지리                                                        |                 |
| 마산리   | 馬山里   | 마산리                                                        |                 |
| 마옥리   | 磨玉里   | 마옥리                                                        |                 |
| 모평리   | 茅坪里   | 모평리                                                        |                 |
| 묵계리   | 墨溪里   | 묵계리                                                        |                 |
| 반곡리   | 盤谷里   | 반곡리                                                        |                 |
| 북천리   | 北川里   | 북천1리, 북천2리                                              | 읍사무소 소재지 |
| 생운리   | 生雲里   | 생운리                                                        |                 |
| 송전리   | 松田里   | 송전리                                                        |                 |
| 영영포리 | 永永浦里 | 영영포리                                                      |                 |
| 옥동리   | 玉洞里   | 옥동리                                                        |                 |
| 읍상리   | 邑上里   | 읍상1리, 읍상2리, 읍상3리, 읍상4리, 읍상5리, 읍상6리          |                 |
| 읍하리   | 邑下里   | 읍하1리, 읍하2리, 읍하3리, 읍하4리, 읍하5리, 읍하6리, 읍하7리 |                 |
| 입석리   | 立石里   | 입석리                                                        |                 |
| 정암리   | 正庵里   | 정암1리, 정암2리, 정암3리                                     |                 |
| 조곡리   | 鳥谷里   | 조곡리                                                        |                 |
| 청용리   | 靑龍里   | 청용리                                                        |                 |
| 추동리   | 楸洞里   | 추동리                                                        |                 |
| 학곡리   | 鶴谷里   | 학곡1리, 학곡2리                                              |                 |

## 참고 자료
- 이 문서에는 다음커뮤니케이션(현 카카오)에서 GFDL 또는 CC-SA 라이선스로 배포한 글로벌 세계대백과사전의 내용을 기초로 작성된 글이 포함되어 있습니다.